# Schilling Lajos
Schilling Lajos  (Kolozsvár, 1854. január 27. – Kolozsvár, 1921. augusztus 29.) történész, egyetemi tanár.

## Életpályája
1872-ben érettségizett Kolozsváron. A  kolozsvári egyetemen  tanári és bölcseletdoktori oklevelet szerzett. Az 1876–1877-es éveket külföldön töltette, előbb Heidelbergben, majd hosszabb ideig Berlinben és Párizsban folytatott szaktanulmányokat. Miután 1878-ban Kolozsváron doktorált, a következő évben a kolozsvári egyetem bölcseleti karán magántanári  képesítést nyert. 1883-tól ugyanott az egyetemes történelemnek magántanára, 1889-től előbb nyilvános rendkívüli, később nyilvános rendes tanára volt.
1883-ban feleségül vette Meiszner Máriát, egy fiuk és négy lányuk született. Kétszer, 1891–1892-ben és  1905–1906-ban a bölcsészeti kar dékánja, 1902–1903-ban pedig az egyetem rektora volt.

## Munkássága
Kutatási területe az ókor történelme. Habár tudományos munkássága mennyiségileg nem nagy, tudományos értekezései alapos és lelkiismeretes stúdiumok leszűrődései. Cikkei az Erdélyi Múzeumban,   a Kolozsvárban,  az Erdélyi Múzeum-egylet kiadványaiban  jelentek meg.

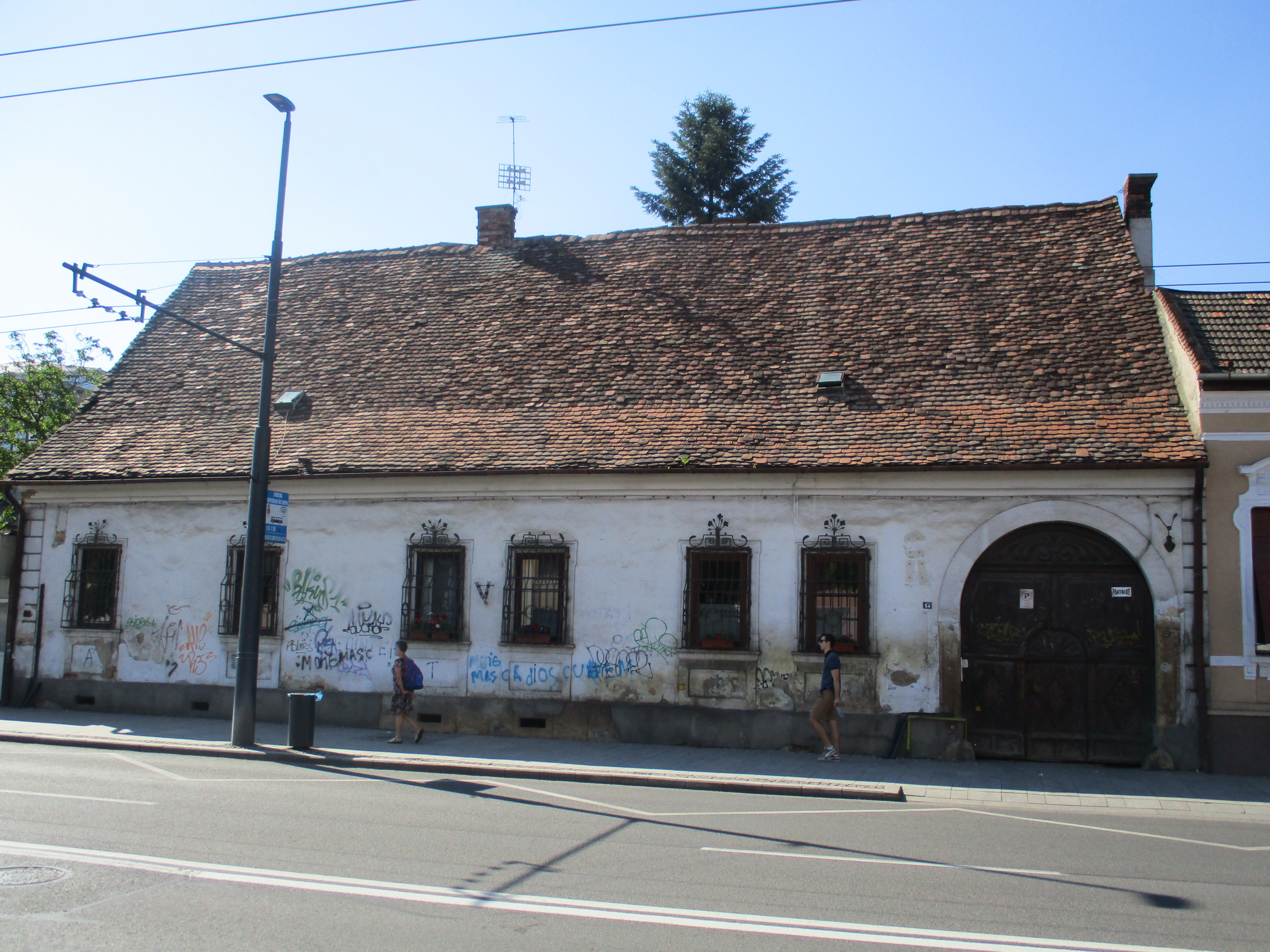
Háza az egykori Monostori út (ma Mócok útja) 54. szám alatt

### Munkái
- A morvamezei ütközet 1278. Bölcsészettudori értekezés. Kolozsvár, 1878.
- A római királyság eltörlése és a köztársaság megalapítása. Kolozsvár, 1879. (Különnyomat az Erdélyi Múzeumból. Ism. Századok 1880.) Online hozzáférés
- Az erkölcstan örök vonásaiból. Kolozsvár, 1901. (Különnyomat az Erdélyi Protestáns Lapból).
- Egyetem és ifjúság (Rektori beiktató beszéde)
- Önkormányzat és hazafiság a római korban. Pásztortűz, 1921., II. kötet, 28. sz., 480–485. Online hozzáférés
- Jó és rossz. Pásztortűz, 1921., I. kötet, 13. sz., 472–474.
- A munkáról. Pásztortűz, 1921., I. kötet, 7. sz., 207–209.
- Szabó Károly emlékezete, Erdélyi Múzeum, 1892. I. füzet, 1–27.

## Jegyzetek

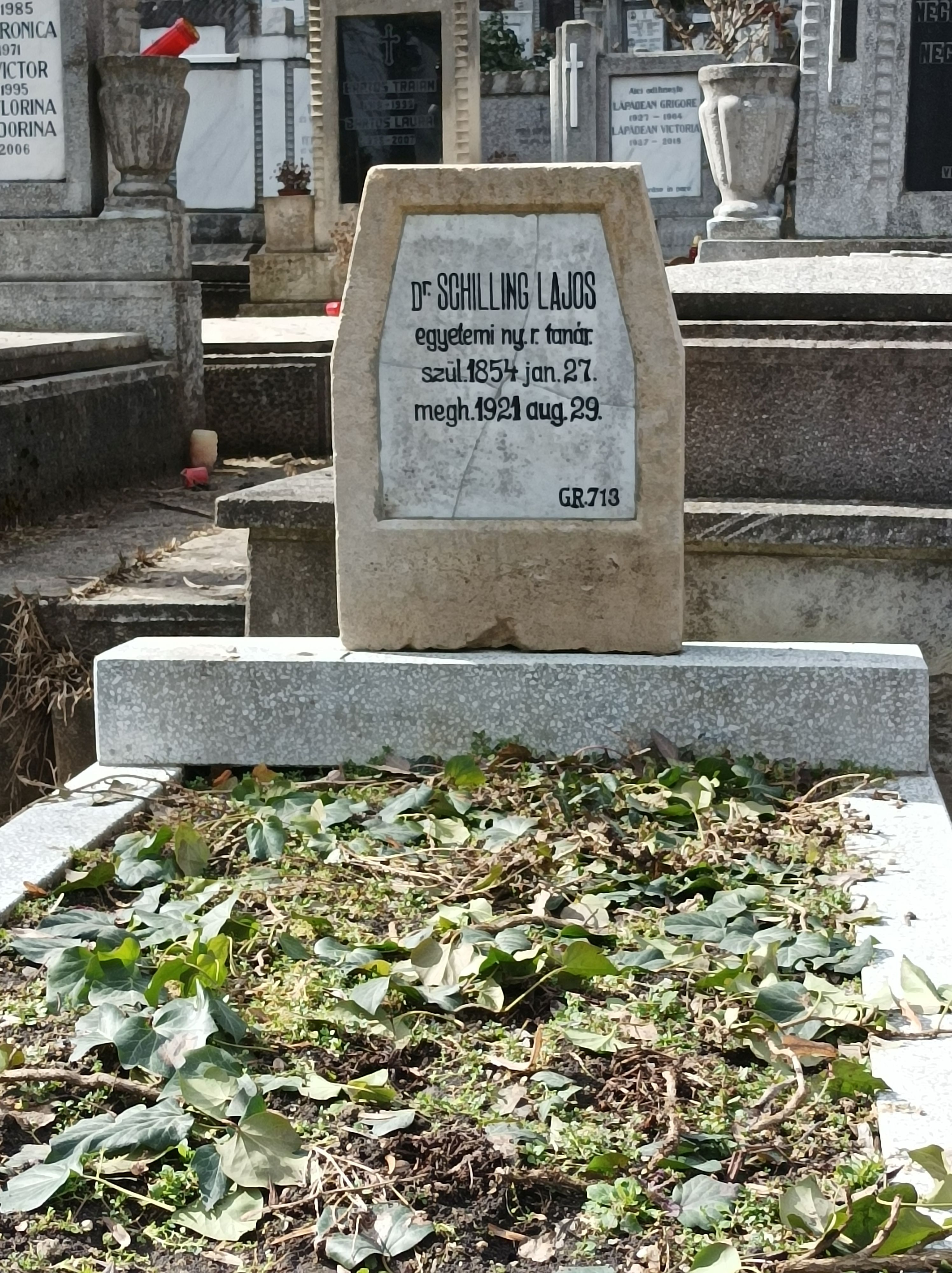
Sírja a Házsongárdi temetőben